# Камамбер (Орн)
Камамбе́р (фр. Camembert) — муніципалітет у Франції, у регіоні Нормандія, департамент Орн. Населення — 169 осіб (01.01.2021).
Муніципалітет розташований на відстані близько 160 км на захід від Парижа, 55 км на південний схід від Кана, 55 км на північ від Алансона.

## Історія
До 2015 року муніципалітет перебував у складі регіону Нижня Нормандія. Від 1 січня 2016 року належить до нового об'єднаного регіону Нормандія.

## Інфраструктура
Село складається із Музея сиру (у формі сира камамбер), ратуші (мерії), церкви Святої Анни, ферми, будинку, де жила Марі Арель (винахідниця сиру камамбер) і 3 інших невеликих будинків. Площа комуни — 10 км².

## Демографія
Динаміка населення (INSEE ):
Розподіл населення за віком та статтю (2006):
| Стать | Всього | До 15 років | 15-24 | 25-44 | 45-64 | 65-85 | Понад 85 |
| --- | ------ | ----------- | ----- | ----- | ----- | ----- | -------- |
| Чоловіки | 108    | 28          | 8     | 24    | 40    | 8     | 0        |
| Жінки | 104    | 16          | 4     | 36    | 40    | 8     | 0        |
| \| Статево-вікова піраміда \| Статево-вікова піраміда \| Статево-вікова піраміда \| \| ----------------------- \| ----------------------- \| ----------------------- \| \| Чоловіки \| Вік \| Жінки \| \| 0 \| 85 + \| 0 \| \| 0 \| 80-84 \| 0 \| \| 0 \| 75-79 \| 0 \| \| 4 \| 70-74 \| 0 \| \| 4 \| 65-69 \| 8 \| \| 0 \| 60-64 \| 16 \| \| 16 \| 55-59 \| 4 \| \| 20 \| 50-54 \| 8 \| \| 4 \| 45-49 \| 12 \| \| 0 \| 40-44 \| 0 \| \| 16 \| 35-39 \| 20 \| \| 4 \| 30-34 \| 8 \| \| 4 \| 25-29 \| 8 \| \| 0 \| 20-24 \| 4 \| \| 8 \| 15-20 \| 0 \| \| 8 \| 10-14 \| 4 \| \| 4 \| 5-9 \| 12 \| \| 16 \| 0-4 \| 0 \| |        |             |       |       |       |       |          |
| Статево-вікова піраміда |        |             |       |       |       |       |          |
| Чоловіки | Вік    | Жінки       |       |       |       |       |          |
| 0 | 85 +   | 0           |       |       |       |       |          |
| 0 | 80-84  | 0           |       |       |       |       |          |
| 0 | 75-79  | 0           |       |       |       |       |          |
| 4 | 70-74  | 0           |       |       |       |       |          |
| 4 | 65-69  | 8           |       |       |       |       |          |
| 0 | 60-64  | 16          |       |       |       |       |          |
| 16 | 55-59  | 4           |       |       |       |       |          |
| 20 | 50-54  | 8           |       |       |       |       |          |
| 4 | 45-49  | 12          |       |       |       |       |          |
| 0 | 40-44  | 0           |       |       |       |       |          |
| 16 | 35-39  | 20          |       |       |       |       |          |
| 4 | 30-34  | 8           |       |       |       |       |          |
| 4 | 25-29  | 8           |       |       |       |       |          |
| 0 | 20-24  | 4           |       |       |       |       |          |
| 8 | 15-20  | 0           |       |       |       |       |          |
| 8 | 10-14  | 4           |       |       |       |       |          |
| 4 | 5-9    | 12          |       |       |       |       |          |
| 16 | 0-4    | 0           |       |       |       |       |          |

## Економіка
2010 року серед 131 особи працездатного віку (15—64 років) 95 були активними, 36 — неактивними (показник активності 72,5%, у 1999 році було 68,8%). З 95 активних мешканців працювали 82 особи (45 чоловіків та 37 жінок), безробітними було 13 (8 чоловіків та 5 жінок). Серед 36 неактивних 7 осіб було учнями чи студентами, 18 — пенсіонерами, 11 були неактивними з інших причин.

У 2010 році в муніципалітеті числилось 80 оподаткованих домогосподарств, у яких проживали 195 осіб, медіана доходів виносила 17 210 євро на одного особоспоживача.

## Відомі мешканці
- Марі Арель (1761-1844) — винахідниця сиру камабер.
- Мішель Пельша (1938-1975) — велосипедист-гонщик.
- кінь Lutteur B (Борець В) (1955-1968) — золотий призер 1964 року, із своїм вершником П'єром Жонкером д'Оріола.

## Галерея зображень

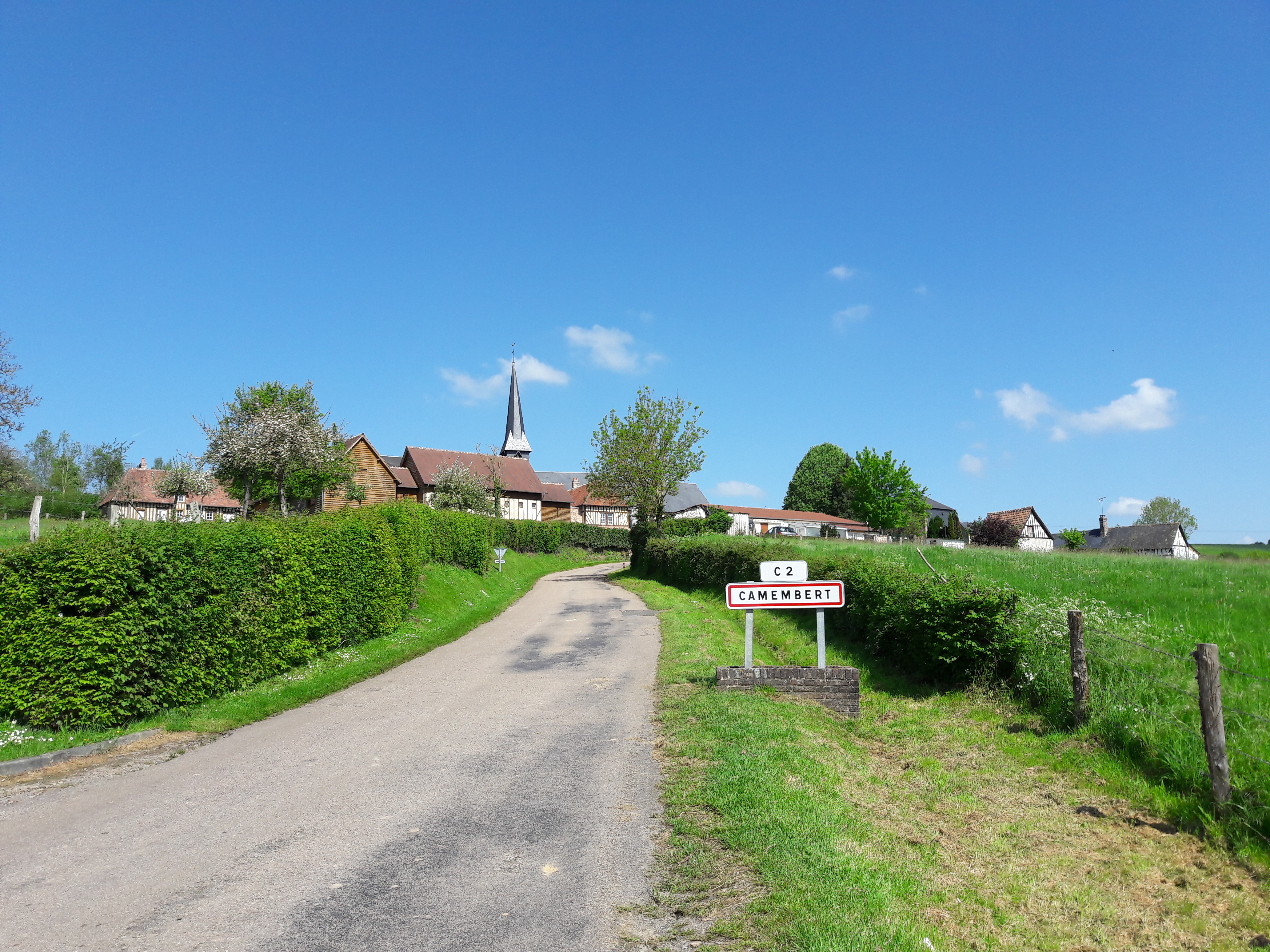
В'їзд до села Камамбер, травень 2016
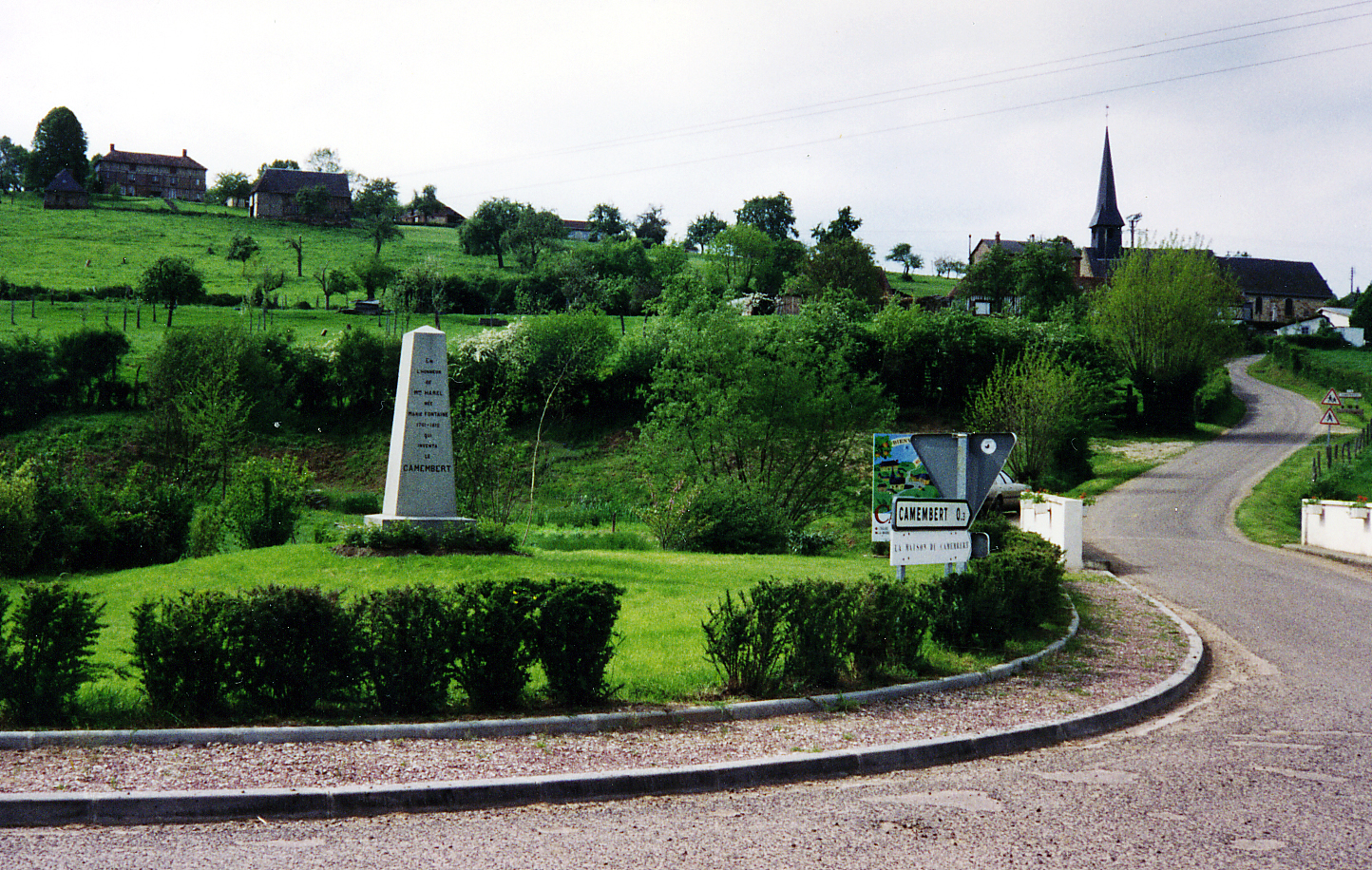
Стела на честь Марі Арель, яка винайшла сир камамбер
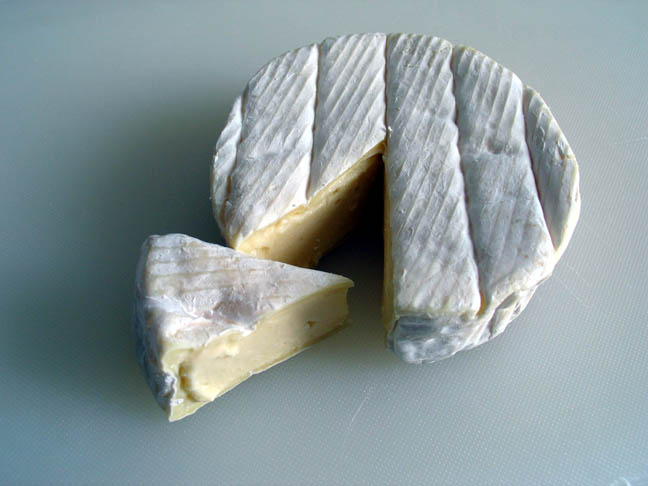
Сир камамбер
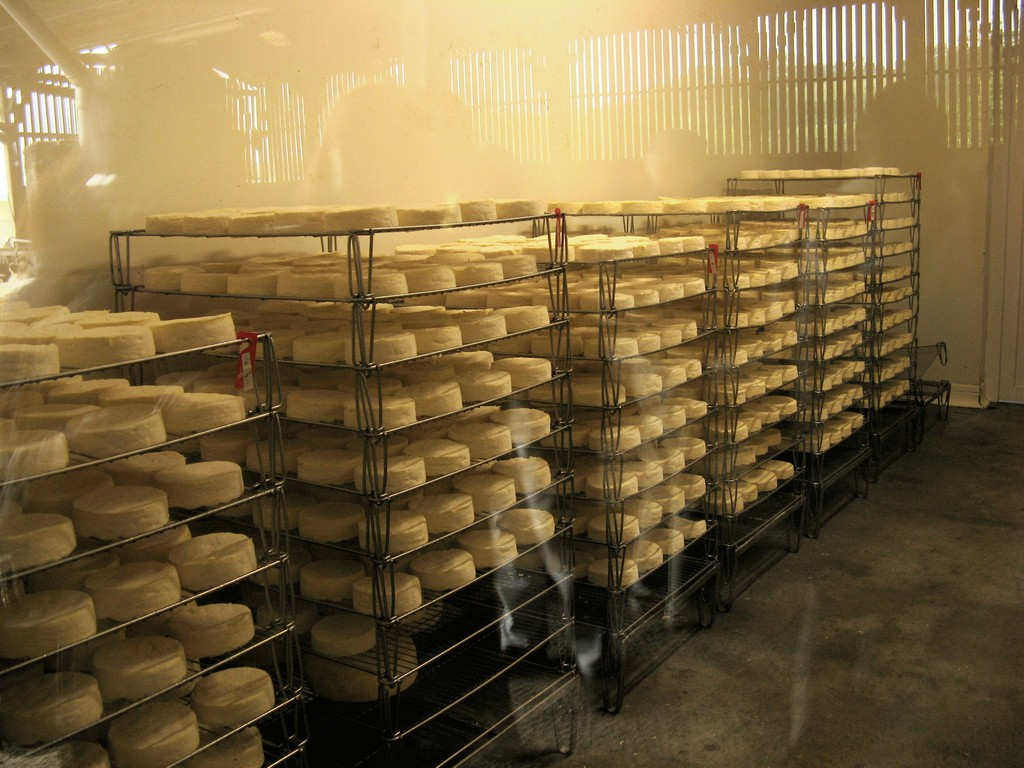
Виробництво сиру камамбер
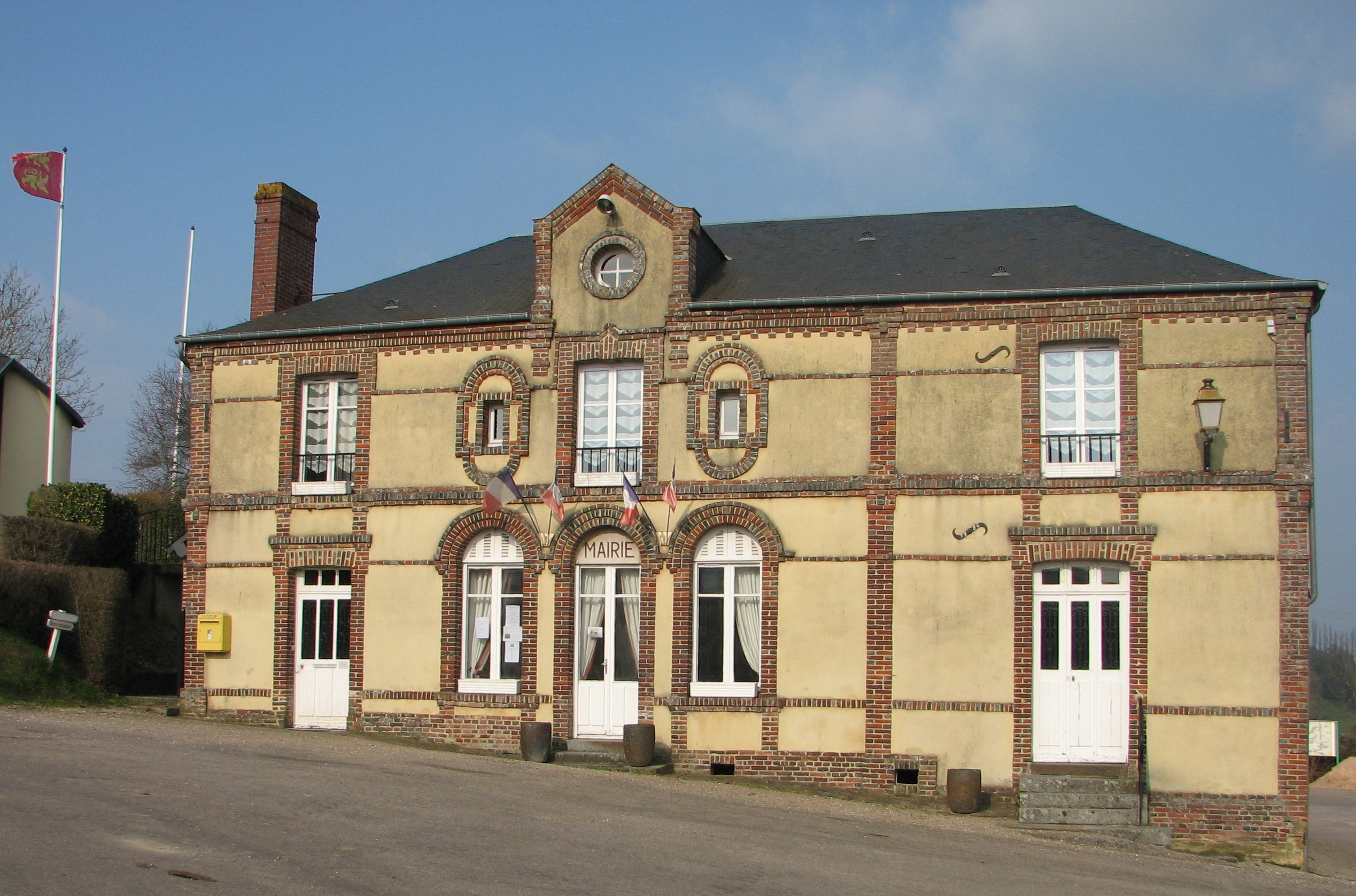
Мерія Камамбера, 23 лютого 2013 року
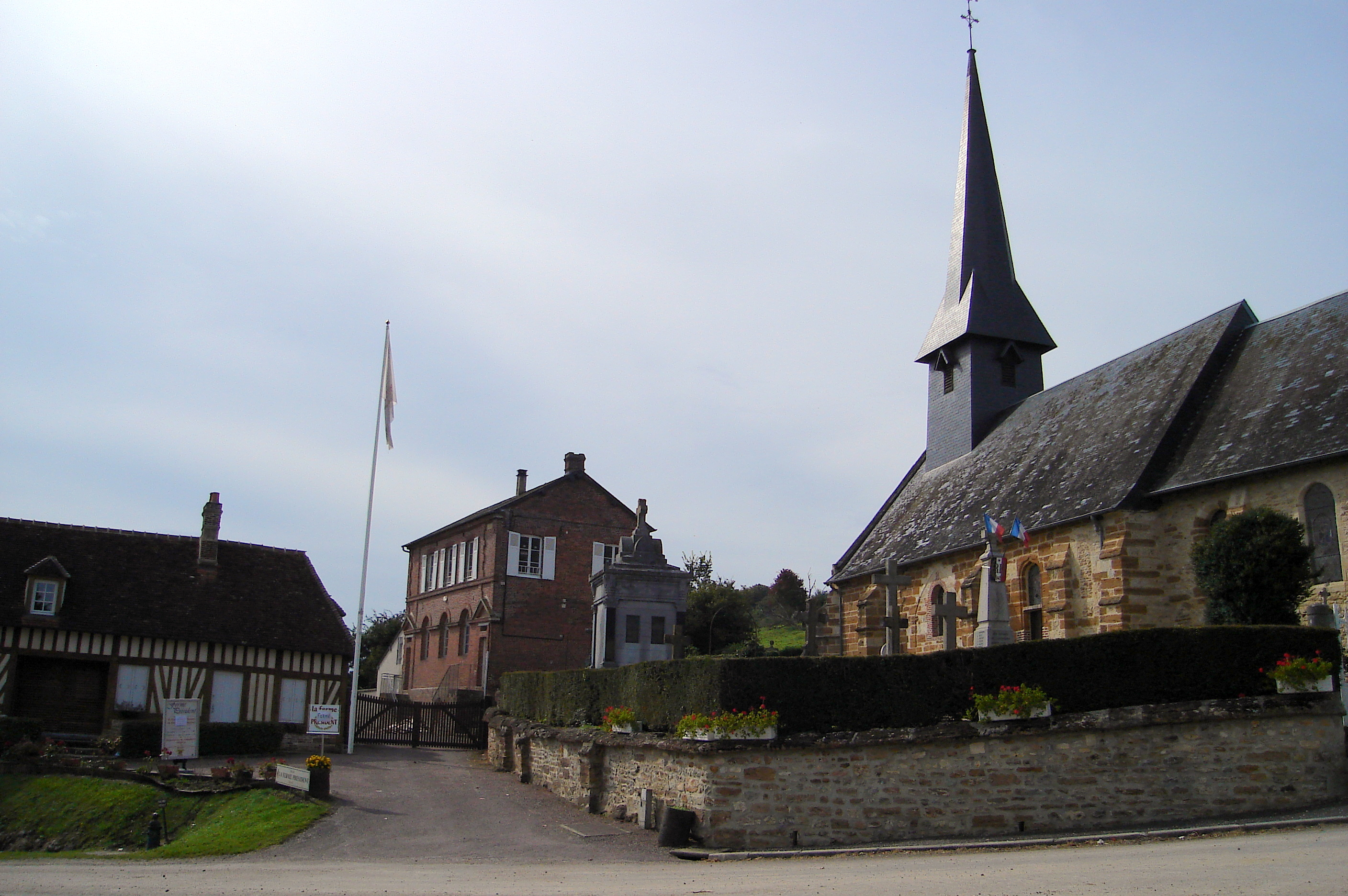
Центр села
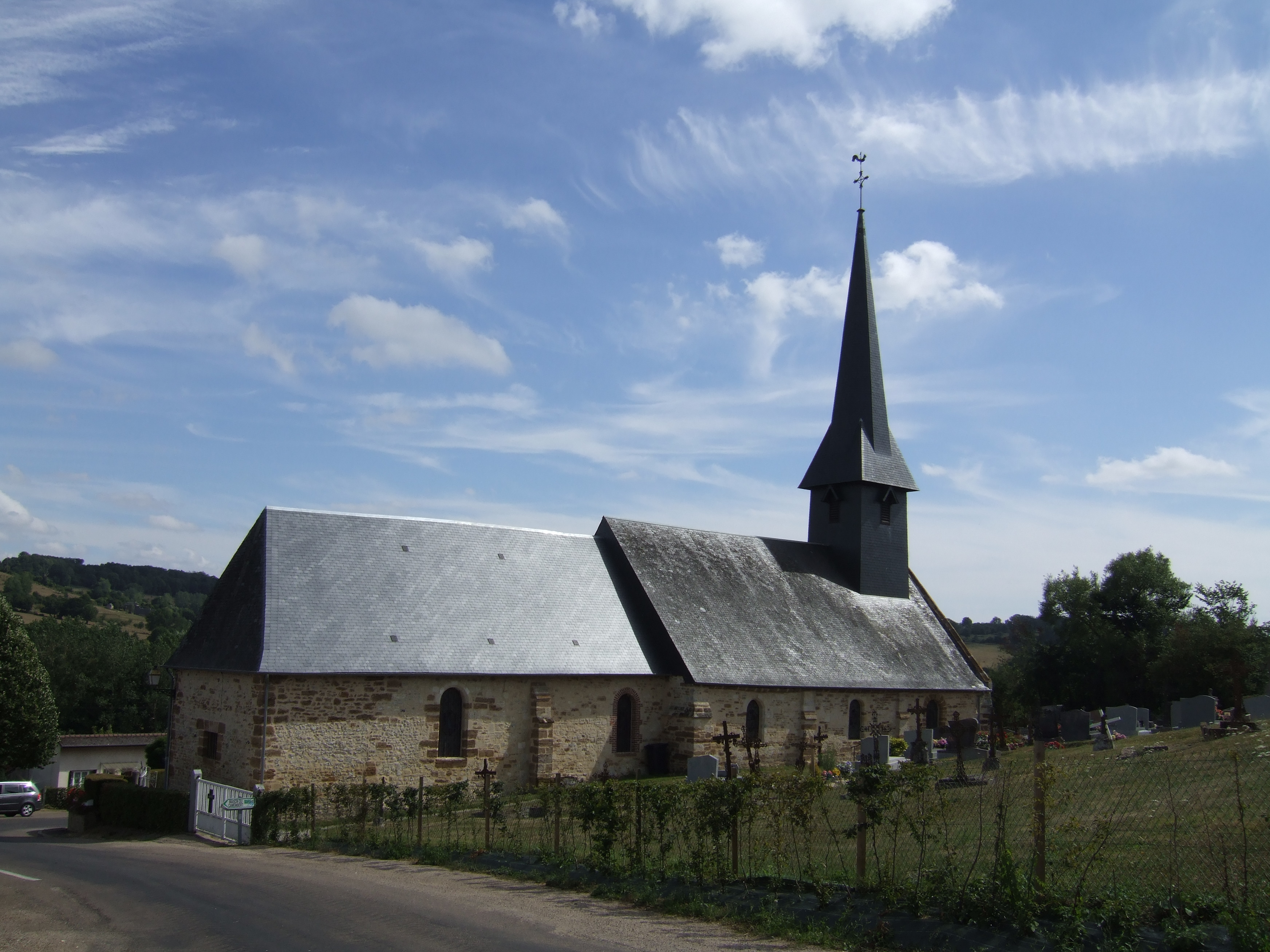
Церква Богородиці (Нотр-Дам)